# مارتن ويبر (متزلج قفز)
مارتن ويبر (بالألمانية: Martin Weber)‏ (و. 1954  م) هو متزلج قفز، ورياضي من ألمانيا، وألمانيا الشرقية، شارك في الألعاب الأولمبية الشتوية 1980.

## روابط خارجية
- مارتن ويبر على موقع الاتحاد الدولي للتزلج (القفز التزلجي) (الإنجليزية)
- مارتن ويبر على موقع أوليمبيديا (الإنجليزية)